# Lill-Gruveln
Lill-Gruveln är en sjö i Krokoms kommun i Jämtland och ingår i Indalsälvens huvudavrinningsområde. Sjön har en area på 0,393 kvadratkilometer och ligger 313,5 meter över havet. Lill-Gruveln ligger i Toskströmmen (Hårkan alpin) Natura 2000-område. Sjön avvattnas av vattendraget Hårkan.

## Delavrinningsområde
Lill-Gruveln ingår i det delavrinningsområde (710012-142207) som SMHI kallar för Inloppet i Lill-Gruveln. Medelhöjden är 422 meter över havet och ytan är 4,96 kvadratkilometer. Räknas de 85 avrinningsområdena uppströms in blir den ackumulerade arean 1 628,33 kvadratkilometer. Hårkan som avvattnar avrinningsområdet har biflödesordning 2, vilket innebär att vattnet flödar genom totalt 2 vattendrag innan det når havet efter 290 kilometer. Avrinningsområdet består mestadels av skog (77 procent). Avrinningsområdet har 0,65 kvadratkilometer vattenytor vilket ger det en sjöprocent på 13,1 procent.